# Socijalni nauk Katoličke Crkve
Socijalni nauk Katoličke Crkve temelji se na razmatranju ''Ordo Socialis ("društveni poredak") racionalnim poredku društvene zajednice i suživota, izravnije se bave gospodarskim, političkim i kulturnim pitanjima, aktivnostima koje idu na štetu opće dobrobiti ljudi u društvu i koje utječu na dostojanstvo ljudskih osoba, obitelji, zajednica i naroda.
Socijalni nauk kršćanstva može se podijeliti posebno na katolički, protestantski i pravoslavni nauk.

## Temelji
Učenje Katoličke Crkve je tijekom svoje povijesti davalo smjernice i određene vrline za suživot ljudi. Načela djeluju kao putokaz kršćaninu i svakom čovjeku, koji to učenje prihvaća.
Nova socijalna učenja su se probila enciklikom (Rerum novarum) pape Lava XIII. godine 1891. pod utjecajem velikih posljedica industrijske revolucije i urbanizacije na socijalnu situaciju radnika. 
Glavni stupovi socijalnih nauka Rimokatoličke Crkve na ovom području su: papinske enciklike koje se temelje na praktičnoj primjeni katoličkih teoloških i filozofskih smjernica te etičkih načela. 
Najpoznatije socijalne enciklike su:
1. Rerum novarum (O novim stvarima), 1891.
2. Quadragesimo anno (Obnova društvenog poretka), 1931.
3. Mater et Magistra (Kršćanstvo i društveni napredak), 1961.
4. Pacem in terris  (Mir na zemlji), 1963.
5. Populorum progressio  (Razvoj naroda), 1967.
6. Octogesima adveniens (Poziv na akciju), 1971.
7. Laborem exercens (O ljudskom radu), 1981.
8. Sollicitudo rei socialis (Društvene brige), 1987.
9. Centesimus annus (O stotoj obljetnici), 1991.
10. Deus caritas est  (Bog je ljubav), 2005.
11. Laudato si' (Hvaljen budi), 2015.
12. Fratelli tutti (Svi smo braća), 2020.

### Socijalna etika
Socijalna etika je praktična primjena teološkog tumačenja Crkve. Utjelovljuje načelo ljudsko dostojanstvo, osobnosti (posebno značaj slobodne volje čovjeka), dobrobiti, ljudska prava, solidarnosti, te supsidijarnosti i brige za siromašnima.

## Vanjske poveznice
Mrežna mjesta
- Centar za promicanje socijalnog nauka Crkve HBK
- Glas koncila  Arhivirana inačica izvorne stranice od 15. srpnja 2007. (Wayback Machine)
- Socijalni Nauk Crkve, opširne informacije